# 南但町
南但町（なんたんちょう）は、兵庫県養父郡にあった町。現在の朝来市和田山町の北半および養父市堀畑にあたる。

## 地理
- 山岳：西床尾山、東床尾山、鉄鈷山、大倉部山
- 河川：円山川、糸井川、大倉部川、石和川、畑川

## 歴史
- 1955年（昭和30年）3月31日 - 養父郡糸井村・大蔵村が合併して南但町が発足。
- 1956年（昭和31年）9月30日 - 朝来郡和田山町・竹田町と合併し、改めて和田山町が発足。同日南但町廃止。

## 交通

### 鉄道
- 日本国有鉄道
  - 山陰本線：養父駅

### 道路
- 国道9号